# Глостер (тауншип, Нью-Джерси)
Глостер — тауншип в округе Камден, штат Нью-Джерси, США. По данным переписи населения США 2020 года, тауншип был 22-м по численности населения муниципалитетом штата с населением 66 034 человека, что на 1400 человек (+2,2%) больше, чем в переписи 2010 года, когда в нем проживало 64 634 человека, что, в свою очередь, отражает увеличение на 284 человека (+0,4%) по сравнению с 64 350 людьми, подсчитанными в переписи 2000 года. В 2010 году тауншип занимал 19-е место по численности населения в штате, после того как в 2000 году занимал 18-е место.

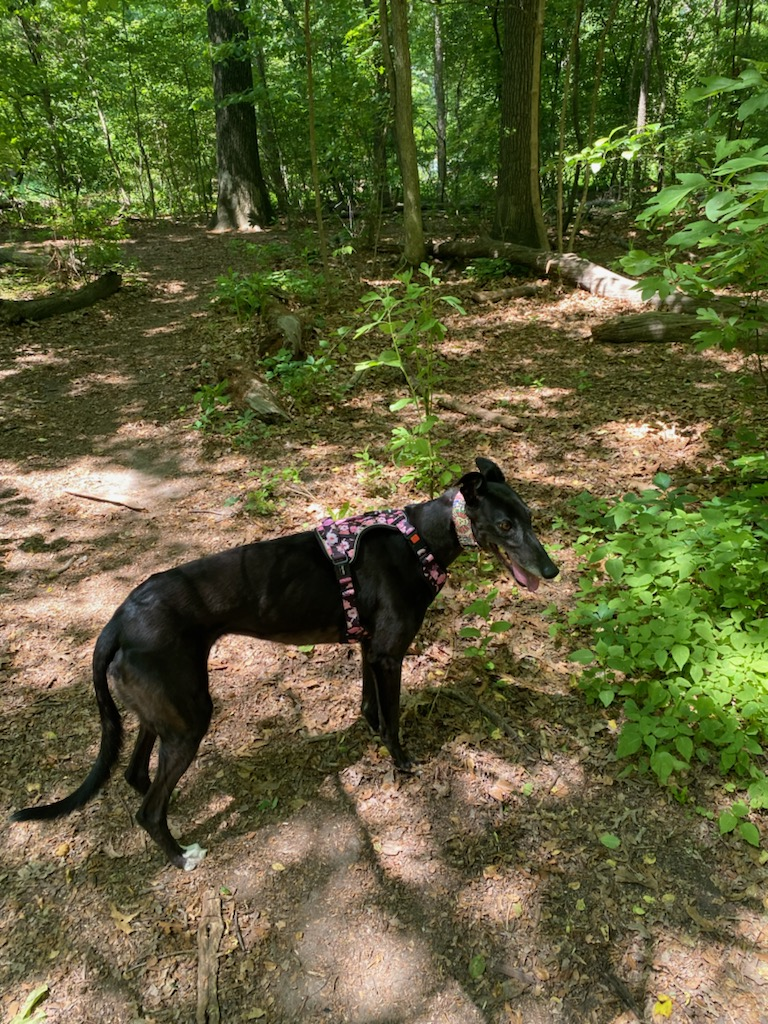
Борзая гуляет по лесной зоне парка для собак Тимбер-Крик в Глостере, штат Нью-Джерси.

Тауншип Глостер был образован 1 июня 1695 года, когда эта территория все еще была частью округа Глостер. Он был инкорпорирован в качестве одного из первых 104 тауншипов Нью-Джерси актом Законодательного собрания Нью-Джерси от 21 февраля 1798 года. Когда округ Камден был основан 13 марта 1844 года, он был включён в этот округ. Со временем части тауншипа были изъяты, чтобы создать тауншип Уинслоу (8 марта 1845 года), тауншип Клементон (24 февраля 1903 года; расформирован 16 мая 1941 года; стал Лорел Спрингс) и тауншип Юнион (15 ноября 1831 года; расформирован 25 февраля 1868 года, а оставшиеся земли были оформлены как город Глостер). Тауншип является частью Южного Джерси и составляет часть более крупной агломерации Филадельфии.

## Демография
| Год переписи | Нас.  |  | %±     |
| ------------ | ----- |  | ------ |
| 1800         | 1398  |  | —      |
| 1810         | 1726  |  | 23,5%  |
| 1820         | 2059  |  | 19,3%  |
| 1830         | 2332  |  | 13,3%  |
| 1840         | 2837  |  | 21,7%  |
| 1850         | 2371  |  | −16,4% |
| 1860         | 2320  |  | −2,2%  |
| 1870         | 2710  |  | 16,8%  |
| 1880         | 2527  |  | −6,8%  |
| 1890         | 3091  |  | 22,3%  |
| 1900         | 4018  |  | 30%    |
| 1910         | 2380  |  | −40,8% |
| 1920         | 3097  |  | 30,1%  |
| 1930         | 5820  |  | 87,9%  |
| 1940         | 6198  |  | 6,5%   |
| 1950         | 7952  |  | 28,3%  |
| 1960         | 17591 |  | 121,2% |
| 1970         | 26511 |  | 50,7%  |
| 1980         | 45156 |  | 70,3%  |
| 1990         | 53797 |  | 19,1%  |
| 2000         | 64350 |  | 19,6%  |
| 2010         | 64634 |  | 0,4%   |
| 2020         | 66034 |  | 2,2%   |